# Scleropogon picticornis
Scleropogon picticornis là một loài ruồi trong họ Asilidae. Scleropogon picticornis được Loew miêu tả năm 1866.